# Holly Marie Combs
Holly Marie Combs, ameriška filmska igralka in producentka, *3. december 1973, San Diego, Kalifornija, Združene države Amerike.

## Zgodnje življenje
Holly Marie Combs je bila rojena 3. decembra 1973 v San Diegu, Kalifornija, Združene države Amerike. Ko se je rodila, je bila njena mama Lauralei Combs (rojena Berchem) stara petnajst, njen oče pa sedemnajst let. Njena biološka starša sta se sicer poročila, vendar sta se po dveh letih ločila, saj sta menila, da sta še premlada za zakon. Ko se je Holly Marie učila hoditi, se je nekoč udarila v kuhinjsko mizo in od tod ji brazgotina pri njeni desni obrvi.
V otroštvu se je pogosto selila s svojo mamo. Ko je bila stara sedem let sta se preselili v New York, pri njenih dvanajstih pa se je njena mama poročila z njenim očimom. V New Yorkju je hodila na Beekman Hill Elementary in kasneje na Professional Children's School.

## Kariera
Combsova je kariero začela leta 1985 v filmu Walls of Glass (alias Flanagan). Pozneje, leta 1988 se je pojavila v Sweet Hearts Dance, leto pozneje pa je zaslovela z vlogo Jenny v Born on the Fourth of July. Istega leta je gostovala v New York Stories.
Leta 1992 je igrala v Chain of Desire, Simple Men in eno glavnih vlog v Dr. Giggles. Od tega leta do leta 1996 je igrala Kimberley Brock v Picket Fences.
Leta 1994 je igrala Amando Hale v A Perfect Stranger in isto vlogo v »Danielle Steel's A Perfect Stranger«.
Leta 1995 je igrala v A Reason to Believe, leto pozneje, torej leta 1996 pa v filmu Vector.
Leta 1997 je igrala v Daughters, Swearing Allegiance (kjer je igrala Diane Zamora) in Relativity.
Od leta 1998 do leta 2006 je igrala v seriji Čarovnice.
Leta 2001 je igrala v Ocean's Eleven.
Leta 2003 je dobila glavno vlogo v See Jane Date.
Leta 2007 se je pojavila v Panic Button, kjer je igrala Kathy Alden.
Leta 2009 jo lahko vidimo v vlogi Jane Hollister v Mistresses, Michelle Chang v Tekken in Melisse v Triangle.

## Osebno življenje
Leta 1993 se je Holly Marie Combs poročila z Brianom »Travisom« Smithom, vendar se zveza ni obnesla: ločila sta se leta 1997. Leta 2004, natančneje 14. februarja 2004, se je poročila s svojim kolegom iz Čarovnic in dolgoletnim partnerjem Davidem Donohojem, s katerim ima tri sinove: Finley Arthur Donoho (roj. 26. april 2004), Riley Edward Donoho (roj. 26. oktober 2006) and Kelley James Donoho (roj. 26. maj 2009).
Holly Marie Combs ima štiri tatuje: vrtnico na desni rami, metulja pod desnim zapestjem, kreacijo Angla Saxona okrog levega zapestja in kreacijo Tribala okrog desnega zapestja, ki pa je bila leta 2000 odstranjena.
Za ePregnancy Magazine je izjavila, da je od petnajstega leta kadila vsakič, ko je bila živčna. Razvado je opustila, ko je zanosila. Povedala je še: »Nehati kaditi je bilo zame pravzaprav lahko, saj sem že zmanjševala. Moj mož ima astmo, zato ne more živeti z nekom, ki ima ves čas cigareto v ustih, zato mi je pomagal zmanjševati. Potem sem zanosila in vonj ljudi, ki kadijo mi je tako smrdel, da ne bom dala cigarete v usta nikoli več!«

## Filmografija

### Filmske vloge
| Leto | Film                                  | Vloga                 | Ostale opombe |
| ---- | ------------------------------------- | --------------------- | ------------- |
| 1985 | Walls of Glass (alias Flanagan)       | Razredničarka v črnem |               |
| 1988 | Sweet Hearts Dance                    | Debs Boon             |               |
| 1989 | Born on the Fourth of July            | Jenny                 |               |
| 1989 | New York Stories                      | Costume Party Gost    |               |
| 1992 | Chain of Desire                       | Diana                 |               |
| 1992 | Dr. Giggles                           | Jennifer Campbell     |               |
| 1992 | Simple Men                            | Kim                   |               |
| 1994 | »Danielle Steel's A Perfect Stranger« | Amanda Hale           |               |
| 1995 | A Reason to Believe                   | Sharon                |               |
| 1996 | Vector                                | Maggie                |               |
| 2001 | Ocean's Eleven                        | Ona                   |               |
| 2009 | Tekken                                | Michelle Chang        |               |
| 2009 | Triangle                              | Melissa               |               |

### Televizijske vloge
| Leto      | Naslov        | Vloga           | Opombe                             | Ostale opombe    |
| --------- | ------------- | --------------- | ---------------------------------- | ---------------- |
| 1992–1996 | Picket Fences | Kimberly Brock  | Dobila nagrado Young Actor's Award |                  |
| 1997      | Relativity    | Anne Pryce      | Gostja v: sezona 1, epizoda 14     |                  |
| 1998–2006 | Čarovnice     | Piper Halliwell | 1998–2006                          | tudi producirala |
| 2009      | Mistresses    | Jane Hollister  | Producentka                        | ukinjeno         |

### Televizijski filmi in miniserije
| Leto | Naslov                                | Vloga           | Ostalo |
| ---- | ------------------------------------- | --------------- | ------ |
| 1994 | A Perfect Stranger                    | Amanda Hale     |        |
| 1996 | Sins of Silence                       | Sophie DiMatteo |        |
| 1997 | Swearing Allegiance                   | Diane Zamora    |        |
| 1997 | Daughters (alias Our Mother's Murder) | Alex Morrell    |        |
| 2003 | See Jane Date                         | Natasha Nutley  |        |
| 2007 | Panic Button                          | Kathy Alden     |        |